# Panchrysia dives
Panchrysia dives ist ein Schmetterling (Nachtfalter) aus der Familie der Eulenfalter (Noctuidae). 

## Beschreibung

### Falter
Die Flügelspannweite der Falter beträgt 29 bis 37 Millimeter. Sie zählen damit zu den kleineren Plusiinae-Arten. Die Vorderflügeloberseite hat eine kastanienbraune Grundfarbe. In der etwas dunkleren Diskalregion befinden sich mehrere große, auffällige, metallisch glänzende silberweiße Flecke. Am Vorderrand sind zwei weitere, kleinere, gleichfarbige, sichelförmige Flecke zu erkennen. Unterhalb des Apex heben sich zwei bis drei große schwarzbraune Pfeilflecke hervor. Die Hinterflügeloberseite ist kräftig gelb bis gelb orange gefärbt. Die Submarginalregion ist durch eine breite schwarze Binde ausgefüllt.

### Ei, Raupe, Puppe
Über die ersten Stände gibt es zurzeit keine Angaben.

### Ähnliche Arten
Den ebenfalls zu den kleinen Plusiinae-Arten und mit gelben Hinterflügeloberseiten ausgestatteten Faltern der Moor-Goldeule (Syngrapha microgamma), Hochenwarths Goldeule (Syngrapha hochenwarthi) sowie Syngrapha devergens fehlt die Vielzahl der silberweißen Flecke auf der Vorderflügeloberseite. Aufgrund dieser sehr markanten Zeichnung sind die Falter von Panchrysia dives unverwechselbar.

## Verbreitung und Lebensraum
Panchrysia dives kommt vom Ural ostwärts durch den Süden Sibiriens bis zum Pazifischen Ozean vor. Zum Verbreitungsgebiet zählen auch Kamtschatka, Sachalin und die Kurilen. Hauptlebensraum der Art sind kühle, feuchte Hänge und Bergwiesen.

## Lebensweise
Die Falter bilden eine Generation pro Jahr, die von Juni bis August anzutreffen ist. Sie fliegen zuweilen am Tage und saugen an Blüten, besuchen nachts jedoch gerne künstliche Lichtquellen, zuweilen in Anzahl. Angaben zu den Nahrungspflanzen der Raupen fehlen zurzeit.